# 26 augusti
26 augusti är den 238:e dagen på året i den gregorianska kalendern (239:e under skottår). Det återstår 127 dagar av året.

## Namnsdagar

### I den svenska almanackan
- Nuvarande – Östen
- Föregående i bokstavsordning
  - Ejvind – Namnet infördes på dagens datum 1986, men utgick 2001.
  - Zefyrinus – Namnet fanns, till minne av Zephyrinus en påve från 200-talet, på dagens datum före 1901 då det utgick.
  - Öjvind – Namnet infördes på dagens datum 1986, men utgick 1993.
  - Östen – Namnet infördes på dagens datum 1901 och har funnits där sedan dess.
- Föregående i kronologisk ordning
  - Före 1901 – Zephyrinus
  - 1901–1985 – Östen
  - 1986–1992 – Östen, Ejvind och Öjvind
  - 1993–2000 – Östen och Ejvind
  - Från 2001 – Östen
- Källor
  - Brylla, Eva (red.). Namnlängdsboken. Gjøvik: Norstedts ordbok, 2000 ISBN 91-7227-204-X
  - af Klintberg, Bengt. Namnen i almanackan. Gjøvik: Norstedts ordbok, 2001 ISBN 91-7227-292-9

### Finlandssvenska almanackan
- Nuvarande från 1973[1] – Märta, Märit
- I föregående revideringar[a][2]
  - 1929–1972 – Märta

## Händelser
- 1346 – England besegrar Frankrike i slaget vid Crécy.
- 1789 – Deklarationen om de mänskliga rättigheterna under den franska revolutionen skrivs.
- 1914 – Slaget vid Tannenberg påbörjas.
- 1922 – Slaget vid Dumlupınar påbörjas.
- 1940 – Storbritanniens flygvapen bombar Berlin för första gången som vedergällning för flyganfallen mot London.
- 1972 – Olympiska sommarspelen i München invigs av förbundspresident Gustav Heinemann.
- 1978 – Sedan Paulus VI har avlidit den 6 augusti väljs Albino Luciani till påve och tar namnet Johannes Paulus I. Han avlider dock den 28 september efter bara 33 dagar på posten.[3]
- 1988 – Aung San Suu Kyi håller sitt tal inför en halv miljon människor utanför Shwedagonpagoden i Rangoon och ansluter sig därmed till studentupproret.
- 1997 – Beni Ali massakern som dödar cirka 100 människor.
- 2007 – Carolina Klüft sätter nytt europarekord i sjukamp (friidrott) med 7032 poäng.

## Födda
- 1676 – Robert Walpole, brittisk politiker, regeringschef
- 1740 – Joseph-Michel Montgolfier, fransk uppfinnare, skickade upp den första varmluftsballongen
- 1743 – Antoine Lavoisier, fransk naturforskare
- 1813 – Harrison Reed, amerikansk republikansk politiker, guvernör i Florida
- 1819 – Albert av Sachsen-Coburg-Gotha, brittisk prinsgemål (gift med drottning Viktoria)
- 1820 – James Harlan, amerikansk politiker, senator
- 1829 – Theodor Billroth, tysk kirurg
- 1839 – Hernando Money, amerikansk demokratisk politiker, senator
- 1850 – Charles Richet, fransk fysiolog, mottagare av Nobelpriset i fysiologi eller medicin 1913
- 1856 – Clara Schønfeld, dansk skådespelare
- 1861 – Bruno Tacke, tysk lantbrukskemist
- 1871 – Gustaf Elgenstierna, svensk posttjänsteman, men mest känd som släktforskare
- 1872 – James Couzens, kanadensisk-amerikansk affärsman och politiker
- 1875 – Olof Winnerstrand, svensk skådespelare
- 1880 – Guillaume Apollinaire, fransk poet
- 1882 – James Franck, tysk-amerikansk fysiker, mottagare av Nobelpriset i fysik 1925
- 1883 – Elias Arrhenius, svensk major
- 1885 – Jules Romains, fransk författare
- 1886 – Arvid Jonsson, svensk lantbrukare och politiker
- 1902 – Anders Yngve Pers, svensk tidningsman
- 1904 – Christopher Isherwood, brittisk författare
- 1906 – Oswald Kaduk, tysk SS-officer och dömd krigsförbrytare
- 1909 – Jim Davis, amerikansk skådespelare
- 1910 – Moder Teresa, romersk-katolsk nunna, mottagare av Nobels fredspris 1979
- 1917 – William French Smith, amerikansk republikansk politiker, USA:s justitieminister
- 1920 – Arne Andersson, svensk skådespelare och operasångare
- 1932 – Olov Svedelid, svensk författare
- 1933 – Catherine Berg, svensk skådespelare
- 1943 – Johan Hederstedt, svensk före detta överbefälhavare
- 1945 – Mel Watt, amerikansk demokratisk politiker, kongressledamot
- 1951
  - Dave Watts, brittisk parlamentsledamot för Labour
  - Edward Witten, amerikansk professor och fysiker
- 1956 – Maneka Gandhi, indisk politiker
- 1957 – Dr. Alban, svensk musikartist
- 1960 – Jan Brink, svensk ryttare, dressyr
- 1966 – Jan Bylund, svensk ståuppkomiker
- 1977 – Therese Alshammar, svensk simmare, bragdmedaljör
- 1979 – Allison Robertson, amerikansk gitarrist
- 1980 – Macaulay Culkin, amerikansk barnskådespelare
- 1981 – Daniel da Silva, svensk dansare
- 1983 – Miwa Oshiro, japansk modell
- 1987 – Saara Hyrkkö, finländsk politiker
- 1992 – Sarah Klang, svensk artist

## Avlidna
- 1001 – Johannes XVI, motpåve
- 1551 – Margareta Eriksdotter (Leijonhufvud), drottning av Sverige, gift med Gustav Vasa
- 1572 – Pierre de la Ramée, fransk kristen filosof
- 1770 – Fredrik von Friesendorff, svensk friherre och riksråd samt tillförordnad kanslipresident
- 1826 – Waller Taylor, amerikansk politiker, senator
- 1850 – Ludvig Filip I, kung av Frankrike
- 1861 – Johan Fredrik Berwald, svensk violinist, dirigent och tonsättare
- 1883 – Elisha M. Pease, amerikansk politiker, guvernör i Texas
- 1896 – Arthur MacArthur, skotsk-amerikansk politiker och jurist, guvernör i Wisconsin 1856
- 1910 – Friedrich Daniel von Recklinghausen, tysk patolog
- 1920 – James Wilson, amerikansk politiker, USA:s jordbruksminister
- 1930 – Thomas Sterling, amerikansk republikansk politiker, senator (South Dakota)
- 1939 – Fredrik Landelius, svensk provinsialläkare och riksdagsman
- 1950 – Ransom Eli Olds, amerikansk industripionjär
- 1958 – Ralph Vaughan Williams, brittisk tonsättare och dirigent
- 1961 – Hampe Faustman, svensk regissör och skådespelare
- 1974 – Charles Lindbergh, svenskättad amerikansk flygare och författare
- 1978 – Charles Boyer, fransk skådespelare, huvudsakligen verksam i USA
- 1980 – Tex Avery, amerikansk animatör, filmregissör, skådespelare och manusförfattare
- 1984 – Anders Uddberg, svensk musiker
- 1985 – Åke Fridell, svensk skådespelare
- 1987 – Georg Wittig, tysk kemist, mottagare av Nobelpriset i kemi 1979
- 1989 – Raffaello Gambino, italiensk vattenpolomålvakt
- 1992 – Arthur Leigh Allen, amerikansk misstänkt seriemördare (Zodiac)
- 1996 – Sven Stolpe, svensk författare, översättare, journalist, litteraturforskare och litteraturkritiker
- 1998 – Frederick Reines, amerikansk fysiker, mottagare av Nobelpriset i fysik 1995
- 2004 – Laura Branigan, amerikansk sångerska
- 2007 – Gaston Thorn, luxemburgsk tidigare premiärminister
- 2013 – John J. Gilligan, amerikansk demokratisk politiker, guvernör i Ohio
- 2016 – Harald Grønningen, norsk längdskidåkare
- 2017 – Tobe Hooper, amerikansk filmregissör
- 2018 – Neil Simon, amerikansk dramatiker och pjäsförfattare
- 2022 – Espen Skjønberg, norsk skådespelare
- 2024 – Sven-Göran Eriksson, fotbollsspelare och - tränare